# Apéné

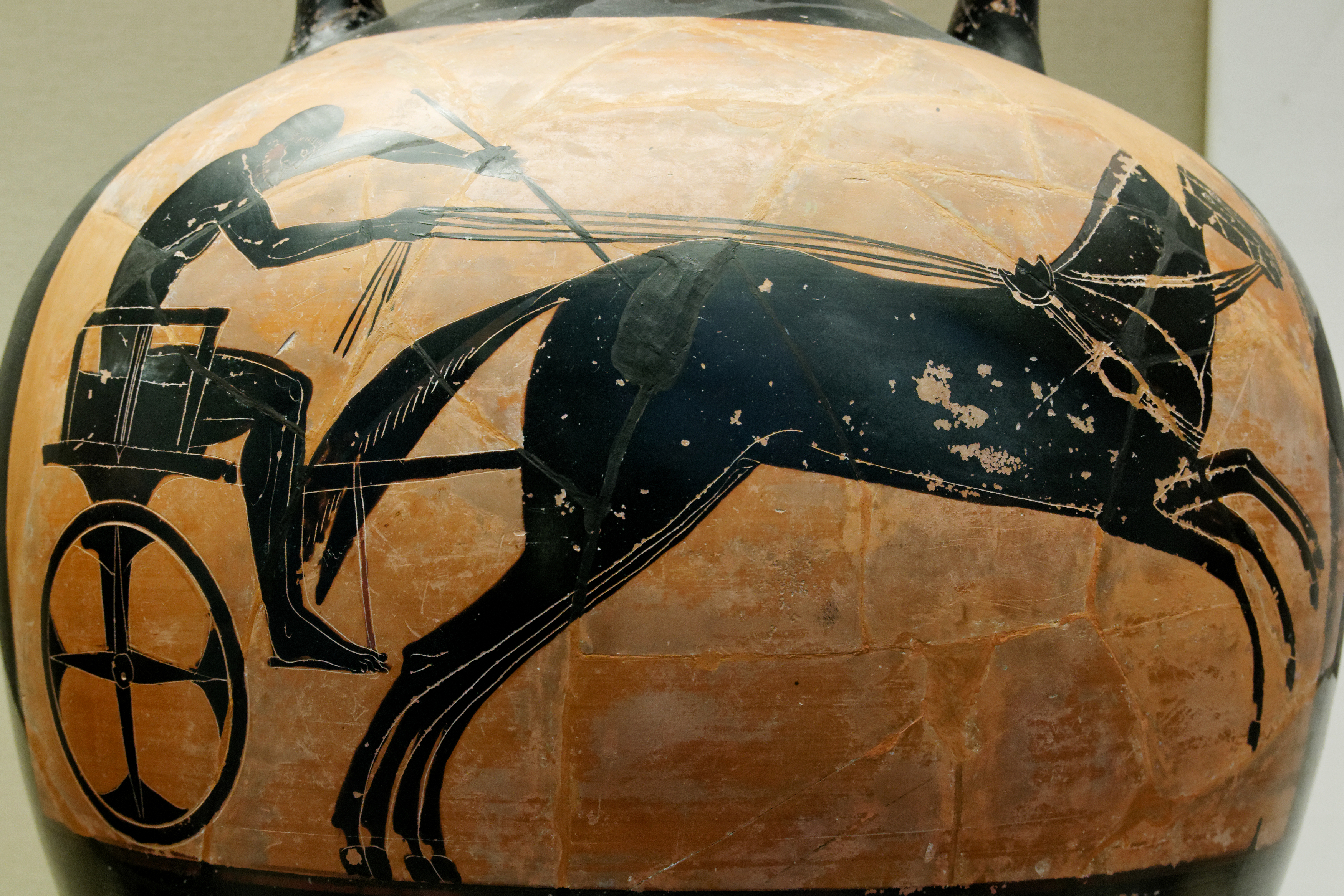
Vozataj na voze (dvoukolovém) taženém párem mul, černofigurová amfora, cca 500 - 480 před Kr.

Závody na vozech tažených párem mul nebo Apéné (od starořecky απήνη–Apéné) byly soutěžní jezdeckou disciplínou v starověkém Řecku.
Na 70. olympijských hrách v roce 500 před Kr. byly do programu jezdeckých soutěžních disciplín zařazeny závody na vozech tažených párem mul. Pausanias uvádí, že závody čtyřkolových vozů tažených mulami nebyly starou jezdeckou disciplínou a u diváků byly neoblíbené, neboť muly byly v očích Éliďanů nehezká, opovrženíhodná zvířata, nad nimiž spočívala pradávna kletba. Pro tento divácký nezájem byla tato soutěžní disciplína již na 84. hrách v roce 444 před Kr. zrušena.
Závod na vozech tažených párem mul probíhal na hipodromu (hippodromos), který se nacházel pravděpodobně jižně od stadionu, v rovině řeky Alfeios. Podle Pausania ležel nedaleko od budovy helladoniků. Tvořil ho velký obdélník zakončený na užších stranách oblouky. Trať byla po délce rozdělena nízkou zdí. Na jejím začátku stála bronzová socha Hippodameie a na konci vysoký sloup. Startovalo se na západní straně a cíl byl před tribunou hellanodiků. Při obrátce na východní straně stál kulatý oltář Taraxippa, obávaného "strašáka koní". Velikost olympijského hipodromu je neznámá, neboť řeka Alfeios jeho půdu při záplavách a změnách svého koryta, buď pohltila bahnem nebo odnesla do moře.
O velikosti hipodromu z před římského období je známo jen málo. Jeden okruh měřil přibližně 823–914 m. Vychází se přitom z Pindarových výrazů dodekandromos (12 tratí, nebo okruhů) a dodekagnamptos (dvanáct obrátek), které zazněly v jeho básních při popisu závodů a v úvahu se vzaly hlavně rozměry Koňského náměstí v Istanbulu, bývalého hippodromu, místa, kde byzantští císaři organizovali jezdecké závody. Délka trati byla tak při závodech na vozech přibližně 13,5 km.